# One Pig
One Pig — концептуальный альбом британского музыканта Мэтью Херберта, выпущенный в 2011 году. Диск является заключительной частью трилогии, первая часть которой — One One посвящена одному дню из жизни Херберта, а вторая — One Club — одной ночи, проведённой в клубе Франкфурта-на-Майне.

## Об альбоме
One Pig посвящён рождению, жизни одной свиньи, включая её забой и употребление в пищу, и целиком построен на звуках, сопровождавших эти события. Работа над альбомом началась в августе 2009 года, одновременно с рождением свиньи, которая была забита и заморожена 25 недель спустя. Дату поедания свиньи Херберт выбрал неслучайно: 16 августа 1945 года была опубликована повесть Джорджа Оруэлла «Скотный двор». В мае 2011 года, когда работа над пластинкой подходила к концу, композитор вернулся в свинарник, где ходил и напевал, «как бы в память о моей свинье»; эти звуки легли в основу последнего трека.
Запись вызвала скандал на родине музыканта, где посчитали, что при её создании был использован визг забиваемой свиньи. Выходу альбома пыталась воспрепятствовать организация PETA, по мнению которой, Херберт решил превратить в зрелище жестокое обращение с животным. Отвечая на эти обвинения, композитор сообщил, что он не был допущен на бойню, и её звуки не использовались на записи, целью которой, по словам Херберта, было склонить слушателей к вегетарианству.

## Список композиций
Все композиции написаны Мэтью Хербертом, кроме «December» (совместно с Микой Леви) и «August 2010» (совместно с Сэмом Бестом).
1. «August 2009» — 6:54
2. «September» — 5:51
3. «October» — 5:52
4. «November» — 2:34
5. «December» — 3:31
6. «January» — 4:04
7. «February» — 6:18
8. «August 2010» — 6:05
9. «May 2011» — 2:34
10. «Industrial Pigs Killed Sawn Crowded Crated Castrated Teeth Pulled» (бонус-трек в iTunes) — 1:35